# Maigret und der geheimnisvolle Kapitän
Maigret und der geheimnisvolle Kapitän (französisch: Le port des brumes) ist ein Kriminalroman des belgischen Schriftstellers Georges Simenon. Er ist der 15. Roman einer Reihe von insgesamt 75 Romanen und 28 Erzählungen um den Kriminalkommissar Maigret. Das Manuskript wurde im März 1932 in Cap d’Antibes verfasst, wobei Simenon selbst angab, den Roman im Oktober 1931 an Bord seines Bootes Ostrogoth in Ouistreham geschrieben zu haben. Nach einer Vorabpublikation in 31 Folgen vom 23. Februar bis 24. März 1932 in der französischen Tageszeitung Le Matin erschien die Buchausgabe im Mai des Jahres beim Pariser Verlag Fayard. Die erste deutsche Übersetzung Nebel über dem Hafen von Hans Fraenkel brachte 1952 der Wiesbadener Detektiv Club heraus. Weitere Übersetzungen unter dem Titel Maigret und der geheimnisvolle Kapitän erschienen 1966 von Hansjürgen Wille und Barbara Klau bei Kiepenheuer & Witsch in Köln sowie 1984 von Annerose Melter beim Züricher Diogenes Verlag.
In Paris wird ein unbekannter Mann mit einer Kopfwunde aufgefunden, dem Erinnerung und Sprachvermögen fehlen. Seine angereiste Haushälterin identifiziert den lächelnden Stummen als einen pensionierten Kapitän. Kommissar Maigret begibt sich in dessen Heimatort, das neblige Seebad Ouistreham in der Normandie, um die Geschichte des geheimnisvollen Kapitäns zu ergründen.

## Inhalt

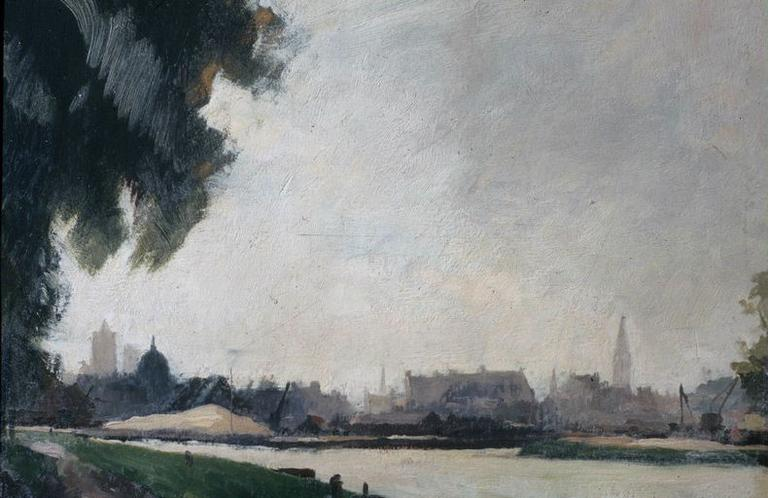
Hafen von Ouistreham auf einem Ölgemälde von André Mare (1931)

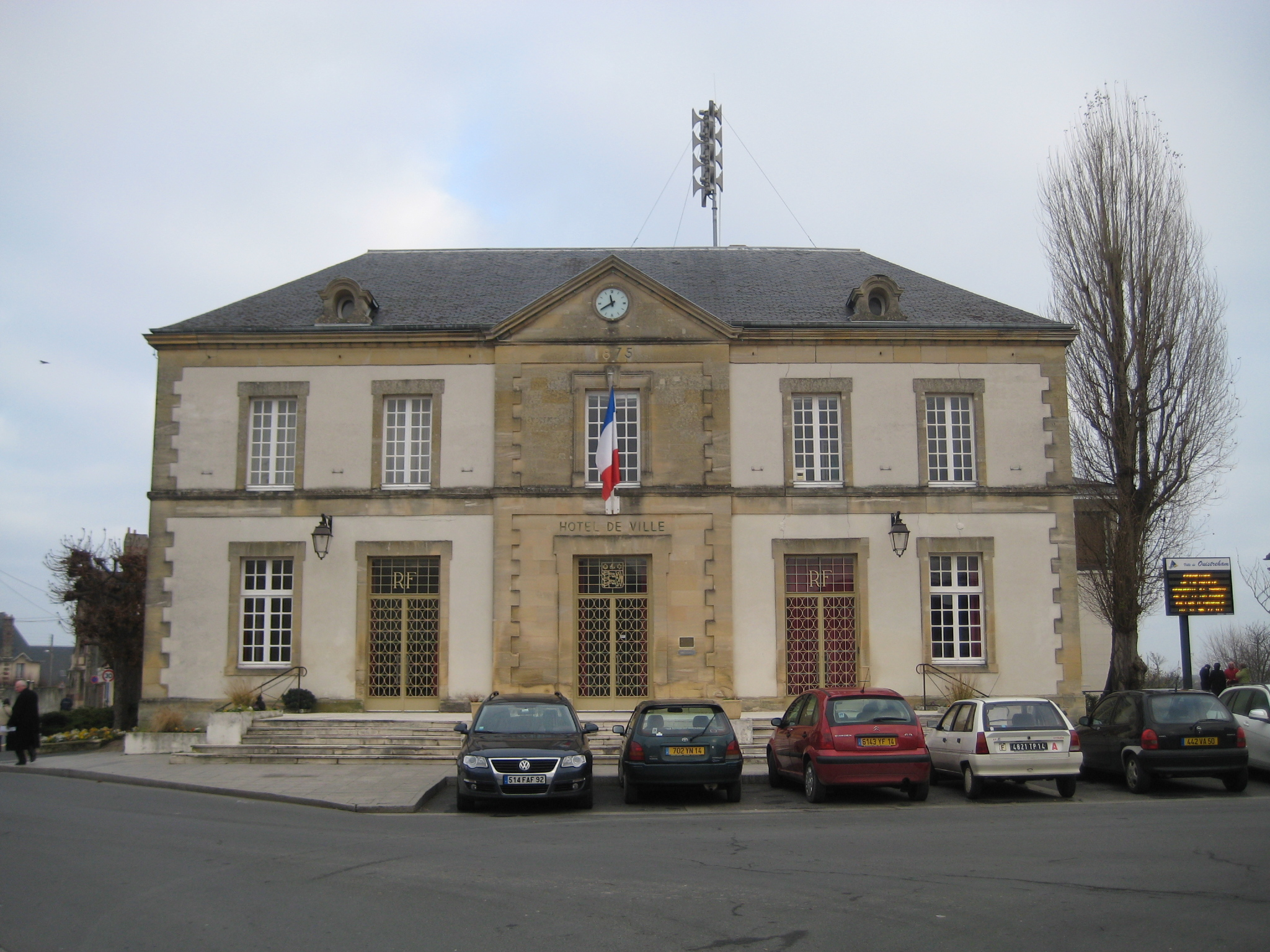
Hôtel de ville von Ouistreham

Auf den Grands Boulevards von Paris wird ein geistig verwirrter Mann aufgegriffen, der nicht in der Lage ist, zu sprechen. Er wird als Yves Joris identifiziert, ein pensionierter Kapitän, der als Hafenmeister im Ort Ouistreham in Calvados arbeitet. Der Kapitän hat eine Kopfverwundung, die sorgfältig medizinisch versorgt wurde. In seinen Taschen findet sich eine Banküberweisung über 300.000 Francs sowie Rogen vom Kabeljau, die auf eine Verbindung nach Norwegen weisen. In der Hoffnung, Näheres über den Zustand des stummen Mannes zu erfahren, begleitet Kommissar Maigret den Kapitän in das normannische Seebad, das im Oktober keine Saisongäste mehr beherbergt. Er überlässt den Verwirrten der Obhut seiner fürsorglichen Haushälterin Julie Legrand, um ihn am Morgen tot aufzufinden: vergiftet durch Strychnin in seinem Wasserglas.
Es stellt sich heraus, dass Julie die Nacht nicht allein mit dem Kapitän verbrachte. Ihr Bruder, der vorbestrafte Matrose Louis, wegen seiner Körpergröße Grand-Louis genannt, war ebenfalls im Haus und hinterließ eine Warnung, der Kapitän schwebe in Lebensgefahr. Doch wen immer Kommissar Maigret befragt, die Haushälterin, den Bürgermeister und Reeder Ernest Grandmaison oder den neuen Hafenmeister Delcourt, alle zeigen sich verstockt und scheinen mehr zu wissen, als sie preisgeben wollen. Auch als Louis’ Schiff, die Saint-Michel, in den Hafen einläuft, erfährt Maigret von Grand-Louis und seinem Kapitän Yves Lannec kein Wort.
Stattdessen kommt es zu einer Reihe seltsamer Ereignisse, auf die sich der Kommissar lange keinen Reim machen kann. Mit einem Beiboot hat die Saint-Michel einen unbekannten Passagier abgesetzt, der in einem Baggerschiff übernachtet, um nicht im Ort gesehen zu werden. Er stellt sich als Jean Martineau heraus, ein reicher norwegischer Reeder französischer Abstammung, der am Kauf der Saint-Michel interessiert scheint. Grand-Louis dagegen sucht den Bürgermeister auf und verprügelt ihn, ohne dass dieser sich gegen seinen Angreifer wehrt oder ihn hinterher anzeigt. Als Maigret den Matrosen festsetzen will, wird er von der Besatzung der Saint-Michel überwältigt und gefesselt zurückgelassen. Das Schiff läuft aus, strandet jedoch auf einer Sandbank, woraufhin sich Martineau absetzt und mit Grandmaisons Ehefrau Hélène zusammentrifft, die ihn als „Raymond“ anredet.
Die Aufdeckung des Falles vor Augen, erschießt sich Ernest Grandmaison in seinem Büro in Caen. Erst jetzt verrät Jean Martineau, der sich als Grandmaisons Cousin Raymond herausstellt, die Hintergründe. Er liebte einst Hélène, doch als er Geld aus der Kasse seines Cousins stahl, nutzte Ernest die Gelegenheit, Raymond zu zwingen, Frankreich zu verlassen, und dessen schwangere Frau zu heiraten. Raymond baute sich in Norwegen ein Fischereiimperium auf und erfuhr erst vor kurzem von der Existenz seines Sohnes, den er mithilfe der Besatzung der Saint-Michel und des Hafenmeisters Yves Joris entführen wollte. Die Entführung ging schief, Joris wurde angeschossen und von Raymond versorgt, doch nach seiner Rückkehr von Ernest umgebracht, der um die Enttarnung seines Sohnes fürchtete. Anschließend standen sich die beiden Cousins in einem Patt gegenüber, in dem niemand den anderen beschuldigen konnte, ohne sich selbst zu verraten. Maigret verschweigt den wahren Tatablauf und schiebt den Mord einem fremden Seefahrer zu. Er verlässt Ouistreham mit Wehmut und sehnt sich nach dem Leben an Bord der Saint-Michel.

## Interpretation
Wie in den vorangegangenen Romanen Maigret und der gelbe Hund sowie Maigret am Treffen der Neufundlandfahrer steht im Mittelpunkt von Maigret und der geheimnisvolle Kapitän eine kleine Ortschaft am Meer. Beinahe jede der vorkommenden Figuren hat in irgendeiner Hinsicht mit der Seefahrt oder dem maritimen Handel zu tun. Der Hafen bildet das Universum der Stadt, sogar das Hafenhotel, in dem Maigret absteigt, nennt sich L’Hôtel de l’Universe. Doch die kleine Stadt wird durch Klassenschranken zweigeteilt: Um den Hafen von Ouistreham versammelt sich die Arbeiterklasse, während der Villenvorort der Bourgeoisie gehört. Ein Gegensatzpaar bilden der Kleinstadtmagnat Grandmaison und der einfache Seemann Grand-Louis, deren Namen symbolisch die Größe durch Besitz mit der Größe durch physische Präsenz kontrastieren. Eine Zwischenposition nimmt Kapitän Joris ein, der sowohl zu den Hafenarbeitern als auch zur Oberschicht Distanz hält. Ähnliches gilt für seine Haushälterin Julie, die wegen ihres sozialen Aufstiegs an der Seite des Kapitäns von allen Seiten misstrauisch beäugt wird.
Die Klassengesellschaft wird als Barriere im Streben des Einzelnen nach Glück und einfacher Gerechtigkeit vorgeführt. Insbesondere Madame Grandmaison ist die Gefangene ihrer Klassenschranken, für die sie mit einem unglücklichen Leben an der Seite Ernests bezahlen muss. Maigret nimmt hingegen eine Position außerhalb der Klassengesellschaft ein und verkörpert den reinen Humanismus, für den die menschlichen Qualitäten über allen sozialen Klassen, aber auch über den demokratischen Spielregeln der Dritten Französischen Republik stehen. Sein Eingreifen befreit Madame Grandmaison von ihrem Ehejoch und eröffnet ein Leben mit dem geliebten Raymond, und sowohl Grand-Louis als auch Julie gelingt durch unerwarteten materiellen Wohlstand der gesellschaftliche Aufstieg. Doch die sozialen Veränderungen beschränken sich auf Einzelschicksale. Die Klassengesellschaft um den Seehafen als solche bleibt von Maigrets Eingreifen unberührt.
Laut Tilman Spreckelsen zieht sich Simenons Charakterisierung seiner Figur als „ein Mann des Volkes“ wie ein roter Faden durch den Roman. Die Armen in Maigret und der geheimnisvolle Kapitän erweisen sich allesamt als zwar unbedarfte, aber doch redliche Menschen, die auch dann Gutes tun, wenn sie zu Geld gelangt sind. Der reiche Bürgermeister hingegen wird von den wütenden Entrechteten zur Verantwortung gezogen und verprügelt. Josef Quack sieht im Roman den Durchbruch zu jener intuitiven Vorgehensweise, die als Maigrets Methode Berühmtheit erlangte. An einer Stelle heißt es explizit: „Da hatte Maigret eine Eingebung. Eingebung ist das richtige Wort, denn binnen einer Sekunde hatte sein scharfer Verstand das Ereignis rekonstruiert.“ Als Beweis für die existenzielle Dimension des Simenon’schen Weltbildes nennt Quack eine Stelle, die mit ihrer Öffnung der Welt des Einzelnen zu einem weitest möglichen Horizont an Joseph Conrad erinnere: „Maigret konnte sich nicht bewegen. Wie leblos lag er in einer Wasserlache am Ufer des unendlichen Meeres.“ Pierre Assouline belegt hingegen das Prädikat „Schriftsteller der Atmosphäre“, das Simenon oft verliehen worden sei, rein statistisch mit dem 16-fachen Auftauchen des Wortes „Atmosphäre“ auf den gut 200 Seiten des Romans.

## Hintergrund

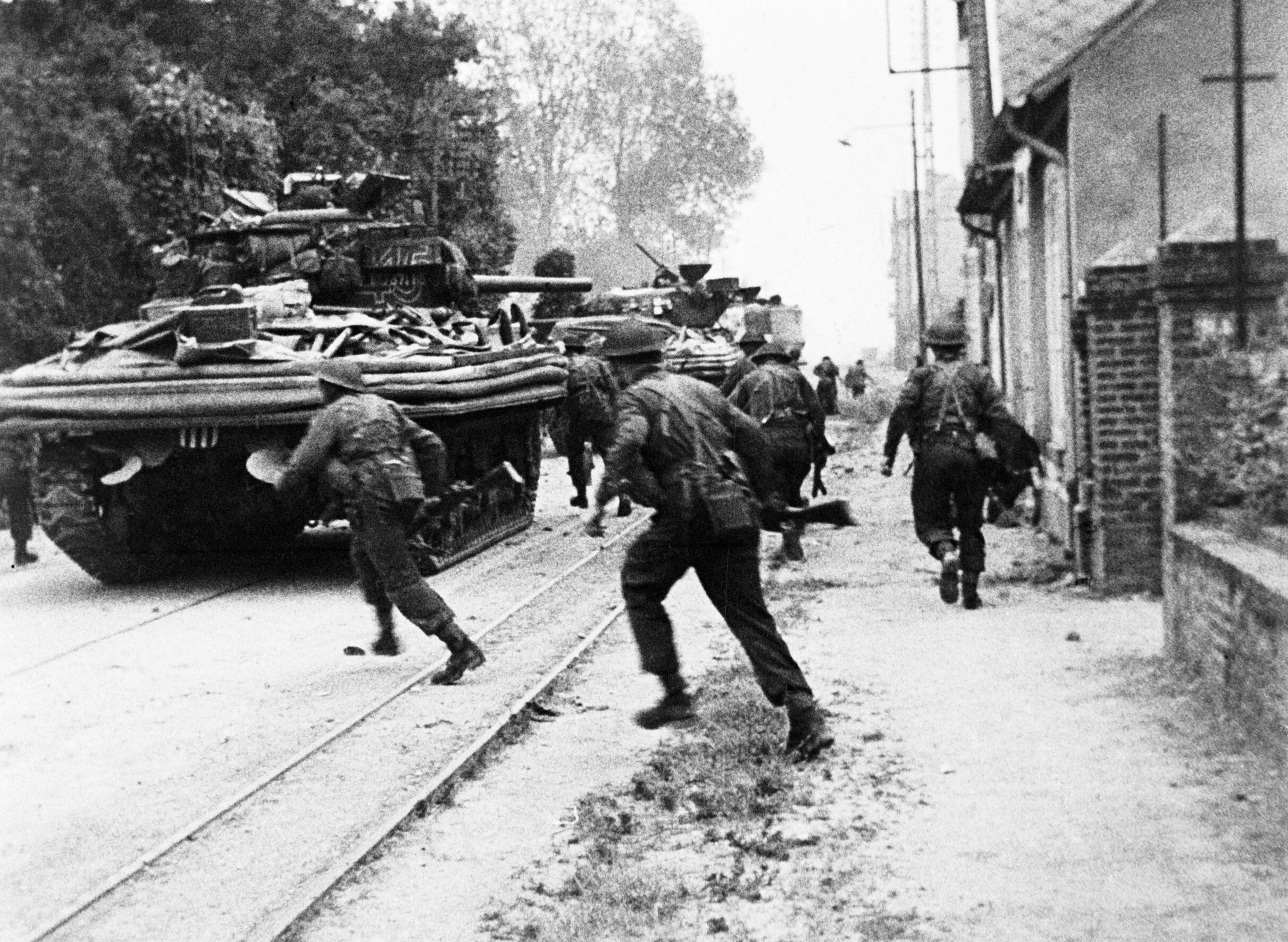
Häuserkampf bei Ouistreham am D-Day, dem 6. Juni 1944

Die Gegend von Ouistreham kannte Simenon von eigenen Reisen. Er verbrachte im Ort die letzten Monate seiner zweieinhalbjährigen Schiffsreise durch die Kanäle Frankreichs, ehe er sein Boot Ostregoth im November 1931 im fünfzehn Kilometer entfernten Caen verkaufte. Während seiner Zeit in Ouistreham schrieb Simenon die Romane Maigret und der Spion sowie Maigret und die kleine Landkneipe. Der Roman Maigret und der geheimnisvolle Kapitän entstand dagegen einige Monate später im Februar/März 1932 am entgegengesetzten Ende Frankreichs in Cap d’Antibes an der Côte d’Azur, wo der Schriftsteller die Villa Les Roches Grises gemietet hatte.
Zu Beginn des vierten Kapitels beschreibt Simenon Erinnerungen an seinen Aufenthalt in der Stadt zu Beginn der 1930er Jahre: „Ouistreham war eben irgendein Dorf am Ende einer Straße, an der junge Bäume standen. Das Einzige, was zählte, war der Hafen: eine Schleuse, ein Leuchtturm, Joris’ Haus, die Kneipe.“ Dreizehn Jahre später wurde die Gegend um das beschauliche Fischerdorf und den Caen-Kanal durch den Zweiten Weltkrieg und die Landung der alliierten Truppen am Sword Beach völlig verändert. Für Klaus N. Frick hat Simenon dem Fischerdorf Ouistreham „gewissermaßen ein Denkmal gesetzt“.

## Rezeption
In Maigret und der geheimnisvolle Kapitän gelang es Simenon für Stanley G. Eskin „eine kleinstädtische, maritime Atmosphäre zu erzeugen“, die Handlung sei allerdings „sehr verworren“: „eine zähe düstere Geschichte um Leidenschaft, provinziellen Snobismus und kleinbürgerliches Denken“. Ein für den Autor typischer Verstoß gegen die Konventionen des Genres des Kriminalromanes sei, dass am Ende kein Schuldiger verhaftet wird. Nach dem Urteil der New York Times Book Review war der Roman „sogar noch besser als die meisten Maigret-Abenteuer, und das sagt eine ganze Menge.“ Der New Yorker zog das Fazit: „Georges Simenon ist unübertroffen, und glaube niemandem, der dir sagt, er wäre es nicht.“
Laut Klaus N. Frick war Maigret und der geheimnisvolle Kapitän „für Simenon-Verhältnisse recht umfangreich“ und es gebe sogar „recht viel Action“. Sein Fazit lautete: „Wieder mal ein starker Roman.“ Demgegenüber befand Tilman Spreckelsen trotz einiger nachhallender Beschreibungen: „Simenon hat bessere Bücher geschrieben als dieses, das Schlagseite ins Sentimentale hat.“ Joachim Feldmann vermittelte Simenon als „äußerst ökonomischer Erzähler“ das Gefühl, „viel mehr zu erfahren, als tatsächlich im Text steht. Das ist wahre Meisterschaft.“
Die Romanvorlage wurde insgesamt dreimal im Rahmen von Fernsehserien um den Kommissar Maigret verfilmt. Die Hauptrollen spielten Rupert Davies in Maigret (Großbritannien, 1961), Jean Richard in Les Enquêtes du commissaire Maigret (Frankreich, 1972) sowie Bruno Cremer in Maigret (Frankreich, 1996).

## Ausgaben
- Georges Simenon: Le port des brumes. Fayard, Paris 1932 (Erstausgabe).
- Georges Simenon: Nebel über dem Hafen. Übersetzung: Hans Fraenkel. Detektiv Club, Wiesbaden 1952.
- Georges Simenon: Maigret und das Verbrechen an Bord. Maigret und der geheimnisvolle Kapitän. Maigret verteidigt sich. Übersetzung: Hansjürgen Wille und Barbara Klau. Kiepenheuer & Witsch, Köln 1966.
- Georges Simenon: Maigret und der geheimnisvolle Kapitän. Übersetzung: Hansjürgen Wille und Barbara Klau. Heyne, München 1967.
- Georges Simenon: Maigret und der geheimnisvolle Kapitän. Übersetzung: Annerose Melter. Diogenes, Zürich 1984, ISBN 3-257-21180-5.
- Georges Simenon: Maigret und der geheimnisvolle Kapitän. Sämtliche Maigret-Romane in 75 Bänden, Band 15. Übersetzung: Annerose Melter. Diogenes, Zürich 2008, ISBN 978-3-257-23815-0.